# Rekonesans
Rekonesans – wstępne zapoznanie się z czymś w określonym terenie; w terminologii wojskowej jest częścią pracy dowódcy w terenie, polegającą na skonfrontowaniu i umiejscowieniu w terenie wniosków z oceny przeciwnika oraz ustaleniu (wskazaniu) elementów zadania oraz decyzji podjętej z mapy, w kartografii - dokonanie elementarnych pomiarów i obliczeń terenu. Również zapoznanie się z porządkiem i przebiegiem ćwiczeń itp.

 To: misja podejmowana w celu uzyskania w drodze bezpośredniej obserwacji lub wykorzystania innych metod wykrywania informacji o działaniach i środkach przeciwnika albo danych meteorologicznych, hydrologicznych lub geograficznych określonego obszaru.

## Charakterystyka
Czas, miejsce i sposób przeprowadzenia rekonesansu podporządkowany jest jego celowi oraz rozpatrywanej w nim problematyce. Elementem determinującym przebieg rekonesansu jest styl pracy dowódcy, jego doświadczenie i osobowość. Dowódca decyduje, w jakim celu, kiedy, gdzie i z kim uda się w teren. Szef sztabu opracowuje szczegółowe wytyczne dotyczące przeprowadzenia rekonesansu. Uwzględnia go w planie pracy sztabu. Wytyczne te są przekazywane podczas informowania operacyjnego lub odprawy koordynacyjnej.
Rekonesans ma na celu konfrontację przyjętej koncepcji rozegrania walki z warunkami terenowymi,
oraz udokładnienie zadań i ich koordynację.
Przejazd oraz wykonywanie czynności w punkcie pracy powinny odbywać się z zachowaniem
zasad maskowania i bezpieczeństwa. Skład i środki grup rekonesansowych do wyjazdu w teren powinny być ograniczone do niezbędnego minimum, a drogi dojazdu winny zapewnić warunki maskowania. Punkty pracy grup rekonesansowych należy  maskować i chronić.
Grupa rekonesansowa – grupa wyznaczona przez dowódcę lub sztab do przeprowadzenia rekonesansu rejonów przyszłych działań bojowych, rozmieszczania wojsk lub sprzętu technicznego, stanowisk (punktów) dowodzenia itp.

## Plan rekonesansu
Plan rekonesansu wykonuje się w formie dokumentu pisemno-graficznego.
Część pisemna obejmuje: 
- cel i organizację rekonesansu
- skład i wyposażenie grup rekonesansowych
- organizację łączności, ochrony i ubezpieczenia w czasie dojazdu i pracy w punktach
- układ i treść rozpatrywanych zagadnień

Część graficzna zawiera:
- drogi dojazdu
- punkty pracy i spotkania z innymi uczestnikami
- rejony przyszłych działań
- plan walki oddziału

## Prowadzenie rekonesansu
Rekonesans przeprowadzany jest w ramach procesu dowodzenia w zależności od jego celu i potrzeb. Umiejscowiony może być w trzech miejscach procesu podejmowania decyzji:
- po analizie zadania po wydaniu zarządzenia przygotowawczego (jako tzw. „studium terenowe”),
- w czasie rozważania wariantów działania,
- po podjęciu decyzji (w ramach stawiania zadań podwładnym w terenie).

Jego miejsce i ilość zależy między innymi od: 
- czasu którym dowódca dysponuje na planowanie działań,
- poziomu bezpieczeństwa w terenie,
- znajomość terenu przyszłych działań.

Przebieg rekonesansu (wariant połączony)
- przybycie w rejon prowadzenia rekonesansu,
- postawienie zadań dla grupy ubezpieczenia,
- zajęcie punktu rekonesansowego przez dowódcę i podwładnych,
- orientowanie topograficzne,
- ocena przeciwnika na kierunku działania,
- umiejscowienie w terenie zamiaru przełożonego, zadań i położenia sąsiadów i pododdziałów wsparcia,
- umiejscowienie w terenie zadania  oddziału
- taktyczna ocena terenu
- praca myślowa dowódcy (ew. wspólna z podwładnymi)
- opracowanie wariantów działania
- ocena wariantów działania i podjęcie decyzji
- opracowanie planu działania
- postawienie zadania podwładnym
- opuszczenie punktu rekonesansowego